# چهارچشمی بزرگ
چهار چشمی بزرگ (Anableps anableps) ،  گونه ای از ماهیهای چهار چشم است که در آب های شیرین و شور شمال آمریکای جنوبی و ترینیداد یافت می شود. طول این گونه به ۳۰ سانتیمتر (۱۲ اینچ) میرسد . این ماهی را می توان بعضی وقتها در آکواریوم فروشها پیدا کرد. این ماهی در واقع چهار چشم ندارد، در واقع هر چشم توسط یک نوار افقی از بافت به دو لوب تقسیم می شود که هر لوب مردمک مخصوص به خود و دید جداگانه دارد و این شرایط  و مزیت به ماهی اجازه می دهد تا بتواند بالا و زیر سطح آب را همزمان ببیند. 

## مراجع
1. 1 2  Froese, Rainer, and Daniel Pauly, eds. (2019). "Anableps anableps" in FishBase. August 2019 version.
2. ↑  Michel, Krijn B.; Aerts, Peter; Gibb, Alice C.; Van Wassenbergh, Sam (2015). "Functional morphology and kinematics of terrestrial feeding in the largescale foureyes (Anableps anableps)". Journal of Experimental Biology. 218 (18): 2951–2960. doi:10.1242/jeb.124644. PMID 26400981. {{cite journal}}: |hdl-access= requires |hdl= (help)نگهداری یادکرد:نام‌های متعدد:فهرست نویسندگان (link)